# Condado de Harrison (Kentucky)
El condado de Harrison (en inglés: Harrison County), fundado en 1819, es uno de 120 condados del estado estadounidense de Kentucky. En el año 2000, el condado tenía una población de 17,983 habitantes y una densidad poblacional de 22 personas por km². La sede del condado es Cynthiana.

## Geografía
Según la Oficina del Censo, el condado tiene un área total de 803 km² (310 mi²), de la cual 803 km² (310 mi²) es tierra y 5 km² (1,9 mi²) (0.0%) es agua.

### Condados adyacentes
- Condado de Pendleton (norte)
- Condado de Bracken y el Condado de Robertson (noreste)
- Condado de Nicholas y el Condado de Bourbon (sureste)
- Condado de Scott (suroeste)
- Condado de Grant (noroeste)

## Demografía
Según la Oficina del Censo en 2000, los ingresos medios por hogar en el condado eran de $36,210, y los ingresos medios por familia eran $42,065. Los hombres tenían unos ingresos medios de $31,045 frente a los $23,268 para las mujeres. La renta per cápita para el condado era de $17,478. Alrededor del 12.00% de la población estaban por debajo del umbral de pobreza.

## Localidades
- Berry
- Corinth
- Cynthiana
- Leesburg